# Gucheng (häradshuvudort i Kina, Zhejiang Sheng, lat 28,85, long 121,12)
Gucheng (kinesiska: 古城, 古城街道, 临海区) är en häradshuvudort i Kina. Den ligger i provinsen Zhejiang, i den östra delen av landet, omkring 180 kilometer sydost om provinshuvudstaden Hangzhou. Antalet invånare är 164 758. Befolkningen består av 83 280 kvinnor och 81 478 män. Barn under 15 år utgör 15,0 %, vuxna 15-64 år 75 %, och äldre över 65 år 9,0 %.
Runt Gucheng är det mycket tätbefolkat, med 1 056 invånare per kvadratkilometer. Gucheng är det största samhället i trakten. I omgivningarna runt Gucheng växer i huvudsak blandskog.
Genomsnittlig årsnederbörd är 2 144 millimeter. Den regnigaste månaden är augusti, med i genomsnitt 395 mm nederbörd, och den torraste är januari, med 73 mm nederbörd.